# Tarimoro
Tarimoro é um município do estado de Guanajuato, no México.